# GSC8976-5133
GSC8976-5133 — хімічно пекулярна зоря спектрального класу B, що має видиму зоряну величину в смузі V приблизно 11,0.